# ونستون بيترز
ونستون بيترز (بالماورية: Winitana Pita‏) (و. 1945  م) هو لاعب اتحاد الرغبي، وسياسي، ودبلوماسي نيوزيلندي.

## مناصب
تولى منصب عضو مجلس النواب نيوزيلندا (حتى 28 مارس 2015)
- عضو مجلس النواب نيوزيلندا (منذ 28 مارس 2015)
- وزير الخارجية  [لغات أخرى]‏ (19 أكتوبر 2005–29 أغسطس 2008)
- نائب رئيس وزراء نيوزيلندا  [لغات أخرى]‏ (16 ديسمبر 1996–14 أغسطس 1998)
- Minister for Māori Development [الإنجليزية]‏ (1990–1991)
- عضو مجلس النواب نيوزيلندا (17 يوليو 1984–17 سبتمبر 2005)
- عضو مجلس الشورى البريطاني
- عضو مجلس النواب نيوزيلندا.[6]

## التعليم
تعلم في جامعة أوكلاند.

## روابط خارجية
- ونستون بيترز على موقع مونزينجر (الألمانية)